# Dorfkirche Blankensee (Mittenwalde)

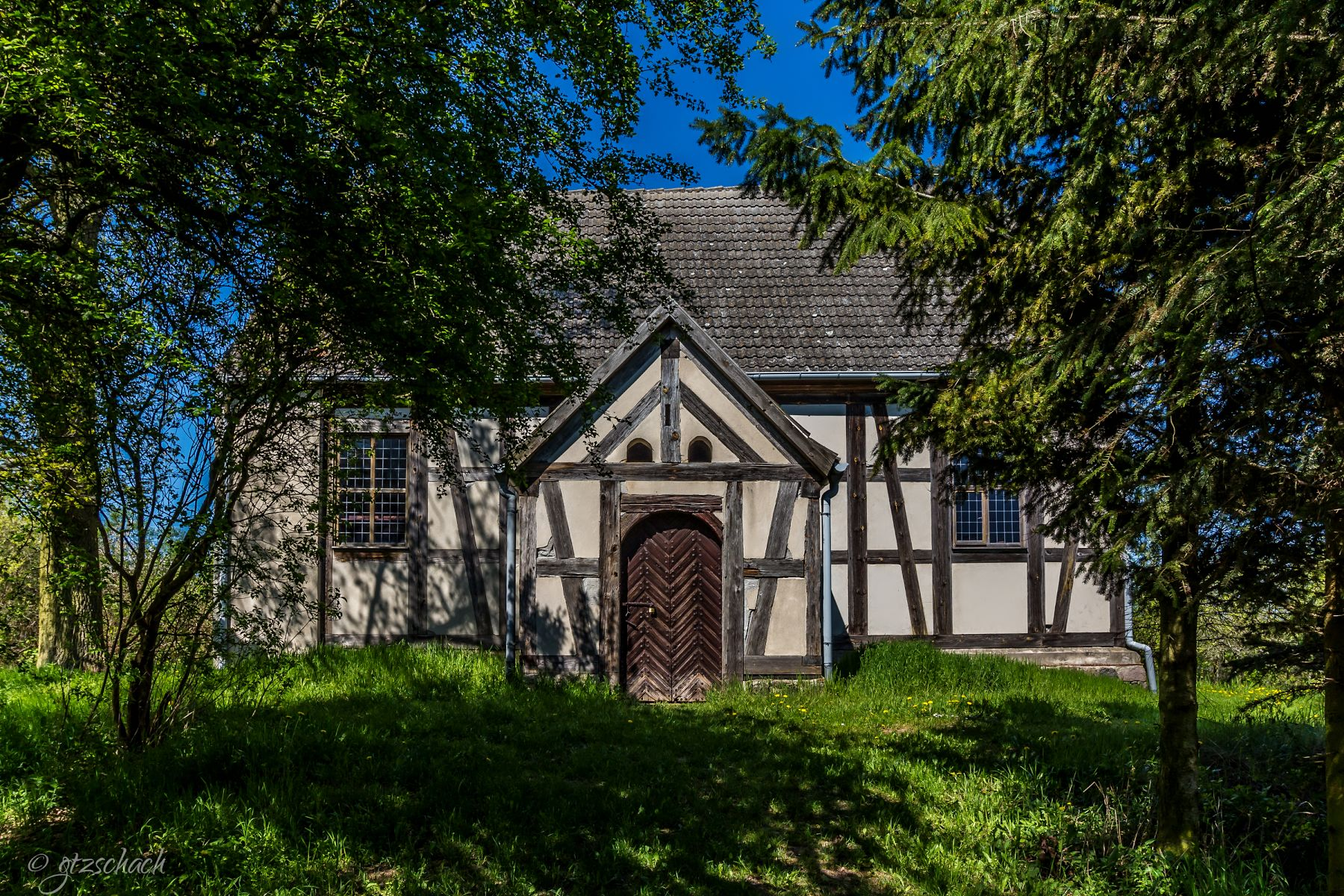
Dorfkirche Blankensee

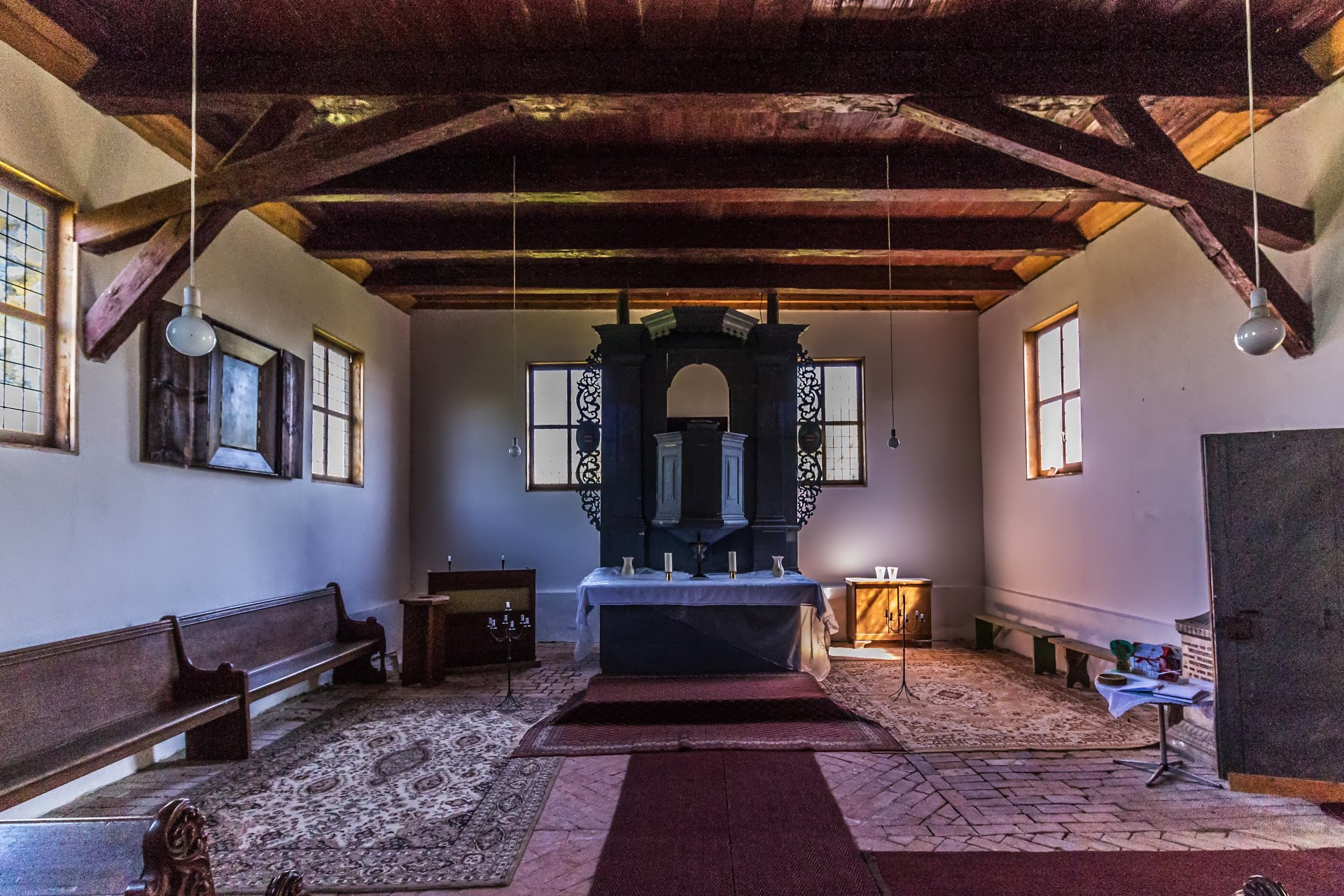
Innenansicht

Die evangelische, denkmalgeschützte Dorfkirche Blankensee steht in Blankensee, einem Ortsteil der Gemeinde Mittenwalde im Landkreis Uckermark in Brandenburg. Die Kirche gehört zum Pfarrsprengel Gerswalde im Kirchenkreis Uckermark im Sprengel Potsdam der Evangelischen Kirche Berlin-Brandenburg-schlesische Oberlausitz. 

## Beschreibung
Die turmlose Fachwerkkirche wurde 1745 erbaut. Das Langhaus ist mit einem Krüppelwalmdach bedeckt; die Westwand wurde in Backstein erneuert. Im Süden befindet sich ein Anbau mit dem Portal.
Zur Ausstattung gehört ein hölzerner Kanzelaltar mit einem polygonalen Korb zwischen flachen Pilastern aus dem 18. Jahrhundert. Ein Grabmonument erinnert an Juliane von Corvin-Wiersbitzka († 1811) und Albertine von Arnim († 1817) und besteht aus einem klassizistischen Postament mit bekrönender Vase in Eisenguss aus dem Jahr 1817.